# کالج رید

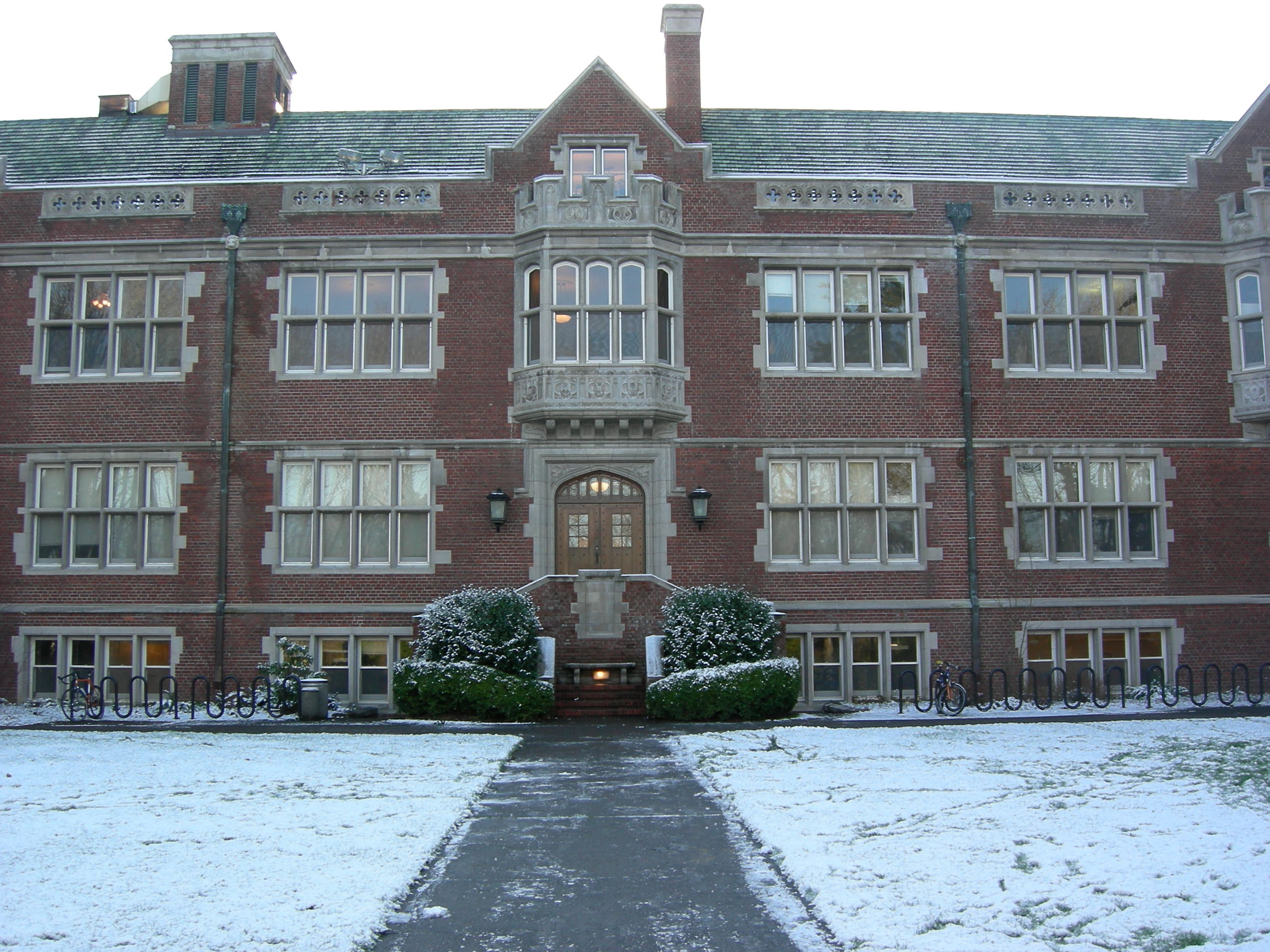
سالن الیوت در یک روز برفی

کالج رید (به انگلیسی: Reed College) یک کالج هنرهای لیبرال (علوم مقدماتی) است که به شکل خصوصی و مستقل به ریاست کولین دایور اداره می‌شود. این کالج که در سال ۱۹۰۸ میلادی ایجاد شده است در پورتلند، اورگن در ایالات متحده آمریکا قرار دارد.
از افراد مشهوری که در این کالج تحصیل کرده‌اند می‌توان به امیلیو پوچی، لری سنگر و گری اسنایدر اشاره کرد. افرادی چون جیمز بیرد، کریستوفر لانگان و استیو جابز هم در این کالج تحصیل کرده‌اند ولی از آن فارغ‌التحصیل نشده‌اند.